# Habromys chinanteco
Habromys chinanteco là một loài động vật có vú trong họ Cricetidae, bộ Gặm nhấm. Loài này được Robertson & Musser mô tả năm 1976.